# آدیس آبابا
آدیس آبابا (در زبان امهاری: አዲስ አበባ به معنی نوگُل) پایتخت و بزرگ‌ترین شهر اتیوپی است که ۳٫۳۸۴٫۵۸۹ نفر بر اساس سرشماری سال ۲۰۰۷ جمعیت داشته‌است.
مقر اتحادیه آفریقا در این شهر است و دفتر اصلی نهادهای متعدد بین‌المللی و قاره‌ای از جمله کمیسیون اقتصادی ملل متحد برای آفریقا در آن قرار دارد؛ و از همین رو و با توجه به اهمیت تاریخی، دیپلماتیک، و سیاسی که این شهر در عرصه این قاره ایفا می‌کند به «پایتخت سیاسی قاره آفریقا» شهرت یافته‌است.
اهالی این شهر از اقوام و طوایف گوناگون ساکن اتیوپی هستند. کشوری که هشتاد قومیت یا ملیت با ۸۰ زبان متفاوت و پیرو مکاتب مذهبی متعدد را در خود جای داده‌است. آدیس آبابا در تقسیمات کشوری اتیوپی هم شهر و هم ایالت محسوب می‌شود.

## تاریخچه
محل این شهر از سوی شهبانو تایتو بتول برگزیده شد و خود شهر در سال ۱۸۸۶ میلادی توسط شوهر او شاهنشاه منلیک دوم بنیاد گشت

## جمعیت

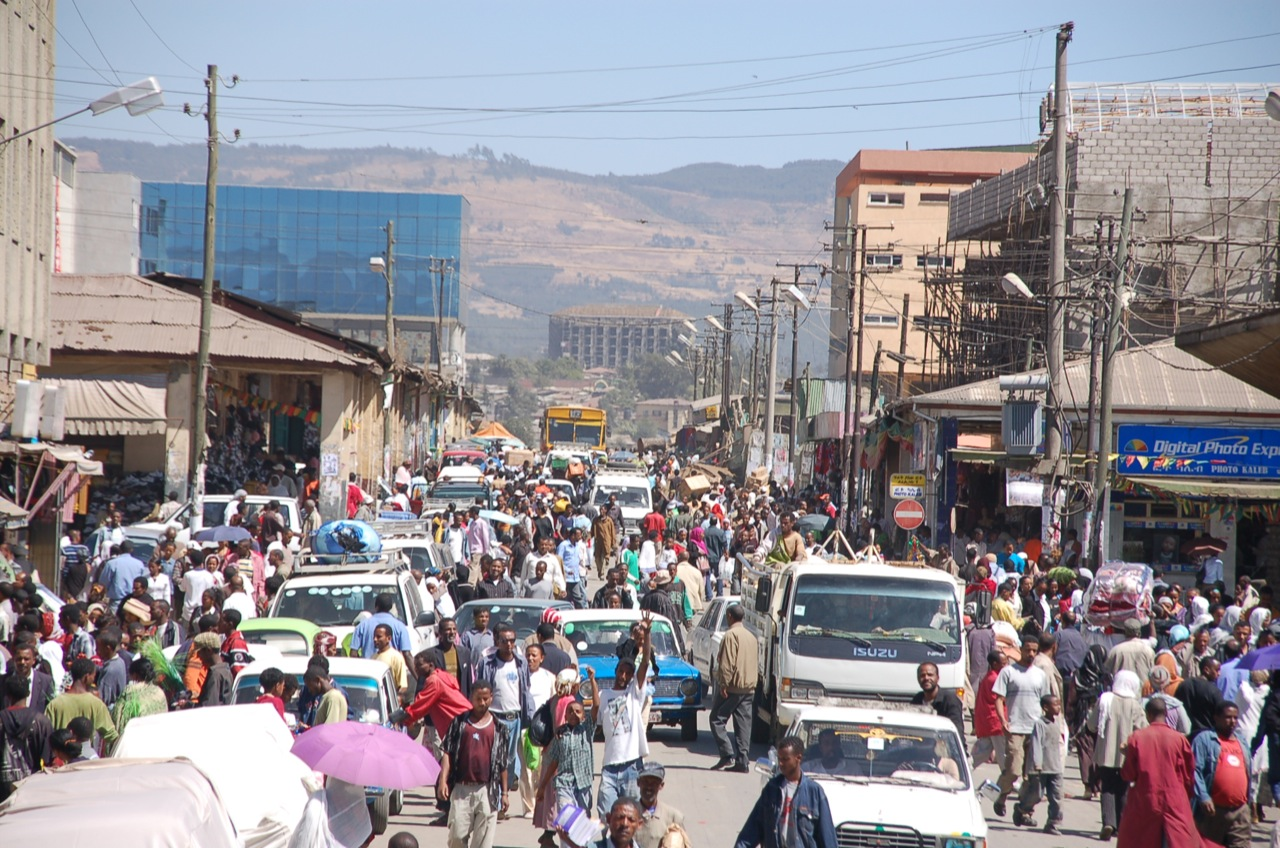
ازدحام جمعیت در خیابان. آدیس آبابا سال ۲۰۰۸.

مرکز شهری آدیس آبابا که پایتخت و بزرگ‌ترین شهر اتیوپی است ۳٬۳۸۴٬۵۸۹ نفر بر اساس سرشماری سال ۲۰۰۷ جمعیت داشته‌است. اما کل محدوده متروپولیتن آدیس آبابا در همین سرشماری ۴٬۵۶۷٬۸۵۷ جمعیت داشته‌است. مساحت آن نیز ۵۳۰ کیلومتر مربع و تراکم جمعیتی آن ۵۱۶۵ نفر است.
اگرچه همه اقوام اتیوپی در آدیس آبابا حضور دارند زیرا پایتخت این کشور است، اما بزرگترین گروه ها شامل آمهارا (47.05٪)، اورومو (19.51٪)، گوراگ (16.34٪)، تیگرانی (6.18٪)، سیلت هستند.  (2.94%) و گامو (1.68%).  زبان هایی که به عنوان زبان مادری صحبت می شوند عبارتند از: آمهاری (70.99%)،  اورمو (10.72%)، گوراگ (8.37%)، تیگرانی (3.60%)، سیلت (1.82%) و گامو (1.03%).  دینی که بیشترین پی‌رو را در آدیس آبابا دارد، ارتدکس اتیوپیایی با 74.66 درصد جمعیت، 16.21 درصد مسلمان، 7.77 درصد پروتستان و 0.48 درصد کاتولیک هستند.

## جغرافیا
این شهر در عین حال یکی از ایالت‌های اتیوپی نیز بشمار می‌آید.

## مردم
در آدیس آبابا بیش از ۸۰ قوم با ۹۰ زبان گوناگون سکونت دارند و گروه‌هایی از مسلمانان و مسیحیان در آن حضور دارند. بزرگ‌ترین گروه‌های قومی آدیس آبابا امهارا (۴۷٫۰٪)، اورومو (۱۹٫۵٪)، گوارگه (۱۶٫۳٪)، تیگرایی (۶٫۱۸٪)، سیلته (۲٫۹۴٪) و گامو (۱٫۶۸٪) و پرگویشورترین زبان‌های مردم این شهر امهری (۷۱٫۰٪)، اورومو (۱۰٫۷٪)، گوارگه (۸٫۳۷٪)، تیگرینیا (۳٫۶۰٪)، سیلته (۱٫۸۲٪) و گامو (۱٫۰۳٪) هستند. بزرگ‌ترین دین مردم مسیحی ارتدکس اتیوپیایی با داشتن ۷۴٫۷٪ از جمعیت است، در حالی که ۱۶٫۲٪ از مردم مسلمان، ۷٫۷۷٪ پروتستان، و ۰٫۴۸٪ کاتولیک هستند.

## تاریخ
پایتخت و بزرگ‌ترین شهر کشور اتیوپی است که در سال ۱۸۸۷ به وسیلهٔ امپراتور منه‌لیک برافراشته شد. این شهر از نظر جغرافیایی در مرکز کشور قرار دارد. در میان سال‌های ۱۹۳۵–۱۹۴۱ آدیس آبابا پایتخت آفریقایی کشور ایتالیا بود، خانه‌های سنگی مدرن در این شهر ساخته شد. آدیس آبابا میان سال‌های ۱۹۴۱ و ۱۹۶۰ تغییراتی یافت، اما گسترش و پیشرفت آن بیشتر پس از این زمان بود. با راه‌آهن به بندر جیبوتی که تقریباً در نهصد کیلومتری جمهوری جیبوتی قرار دارد متصل شد. در ۱۹۸۶ ناحیهٔ آدیس آبابا، دویست و بیست و دو کیلومتر مربع مساحت و در هر کیلومتر مربع ۶۷۳۵ نفر جمعیت داشت.
جمعیت آدیس آبابا که در ۱۹۵۰، حدود دویست و ده هزار نفر بود، در سال ۱۹۹۰ به ۱/۹ میلیون و در سال ۲۰۰۰ به ۲/۶۴۵ میلیون نفر رسید. این افزایش رشد جمعیت ۶/۵ درصدی بیشتر مربوط به مهاجرت روستائیان به این شهر بوده‌است.
محصولات عمدهٔ آدیس آبابا شامل، پلارچه، کفش، نوشیدنی‌ها، فرآورده‌های چوبی، پلاستیک و مواد شیمیایی است. خانه‌های این شهر بیشتر خدمات صنعتی کشور را انجام می‌دهند. عمده صادرات و دادوستد مهمش از راه بندرهای جیبوتی و آسب Aseb می‌باشد. در ۱۹۸۶ بیشتر انتقال مردم در زمینهٔ ساختمان، کارخانه، بیمه، داد و ستد و حمل و نقل، ارتباطات، برق، گاز، آب و خدمات بود.
آب بهداشتی شهر آدیس آبابا ناکافی است و در ۱۹۹۲/۹۳ حدود ۵۷٪ ساکنان آن از آب آشامیدنی برخوردار بودند و از ۱۹۸۴ حدود ۹۰٪ خانه‌ها انشعاب برق داشتند.
پایتخت کشور جمهوری حبشه (اتیوپی) در آفریقا، در ایالت شوآ در منطقه‌ای تپه‌ای در ۲۴۳۸ متری از سطح دریا قرار و به‌وسیله کوه‌ها در میان گرفته شده‌است. دارای آب و هوای دلپذیر با روزهای گرم، آفتابی و شب‌های خنک است. به‌وسیله بزرگراه‌ها به همه استان‌های کشور مرتبط می‌باشد، یک فرودگاه مدرن بین‌المللی در نزدیکی آن و شهر به‌وسیله راه‌آهن به بندر جیبوتی مرتبط است. صنایع عمده‌اش شامل رنگرزی، کارهای سیمانی، پارچه بافی می‌باشد.
مقر آفریقایی، دائمی سازمان ملل متحد و کمیسیون اقتصادی برای آفریقا و مرکز دائمی سازمان وحدت آفریقا در این شهر قرار دارد. کاخ امپراتور و بناهای پارلمان در این شهر برافراشته شده. دانشگاهی در سال ۱۹۵۰ در این شهر تأسیس گشت. همچنین مدارس فنی و تربیت معلم در آن فعال است. کتابخانه ملی کشور در ۱۹۴۴ تأسیس گردید و کتابخانه دانشگاه مجموعه‌ای کتابهای کمیاب دارد.
شهر آدیس آبابا در ۱۸۸۷ به‌وسیله منلیک دوم کسی که بعدها شاه شوآ گشت. ساخته شد و در سال بعد این شهر را پایتخت خود قرار داد. در ۱۸۹۶ پیمان صلحی که به‌موجب آن استقلال اتیوپی در نظر گرفته شد با ایتالیا به امضا رسید. شهر آدیس آبابا را ایتالیا در ۱۹۳۶ اشغال کرد و تا سال ۱۹۴۱ که به‌وسیله نیروهای انگلیسی آزاد گشت، پایتخت مشرق آفریقای ایتالیا بود.